# Єпархія Хіоса
Хіоська єпархія або єпархія Хіоса (на латині Dioecesis Chiensis) — резиденція католицької церкви в Греції, суфраган Архієпархії Наксос. У 2019 році в ньому було охрещених 500 із 210 000 мешканців. Місце вільне.

## Територія
Єпархія поширює свою юрисдикцію на католиків латинського обряду грецьких островів Лемнос, Лесбос, Хіос, Самос та Ікарія.
Єпископством є місто Хіос, де розташований собор Сан-Нікола.
Територія займає понад 4116 осіб км² і поділено на 3 парафії: собор і дві церкви, обидві присвячені Марії Ассунті, на островах Самос і Лесбос.

## Історія
Хіос — давньогрецька резиденція, засвідчена ще в V столітті, зведена до рангу метрополії в XIV столітті.
Після четвертого хрестового походу (1204 р.) була заснована єпархія латинського обряду, перший єпископ якої згадується лише в першій половині XIV ст.
Спочатку вона була суфраганкою архиєпархії Родосу. 9 березня 1222 року вона стала частиною церковної провінції архиєпархії Мітіліни, але пізніше повернулася, щоб стати суфраганом Родосу. У 1642 році він увійшов до складу церковної провінції архієпархії Наксос.
Саме на острові Хіос стосунки між католиками та православними були одними з найкращих на всьому Сході, і немає задокументованих епізодів явної ворожості до католиків. Єзуїти, встановлені на острові з 1590 року, не мали труднощів у проповіді в православних церквах, а латинські єпископи часто служили в грецьких монастирях. Ця співпраця тривала приблизно до кінця XVII століття.
У 1668 році острів Хіос, населений 40 000 осіб, з них 6 000 католиків, був окупований турками, які також реквізували собор Санта-Марія. У 1754 році на острові було 60 жителів 000, з них 3 500 католиків. Протягом наступних двох століть кількість католиків продовжувала різко падати.
30 березня 1930 року він передав острів Патмос архиєпархії Родосу, а 20 серпня 1931 року на підставі короткого католіцького відомства Папи Пія XI включив острів Лесбос, який раніше належав архієпархії Смирни.
З 1939 року єпархія більше не має власного єпископа і керується апостольським адміністратором (переважно архієпископами-митрополитами Наксоса).

## Хронотаксис
Періоди вакансій, що не перевищують 2 роки або не встановлені історично, опускаються.

### Грецькі єпископи
- Трифон † (до 450 - після 458)
- Георгій † (згадується 680 р.)
- Теофіл † (згадка 787 р.)
- Костянтин † (Х ст.) [1]
- Микола † (ХІ ст.) [2]

### Латинські єпископи
- Руффіно, OP † (1322)
- Гілфорт, OP †
- Джованні, OP † (12 червня 1329 - 27 червня 1330 призначений єпископом Корфу)
- Оддойно † (21 квітня 1343 р. - ? помер)
- Бенедетто де Пупіо, OP † (8 липня 1349 р. - ? помер)
- Манфреді да Кокконато, OFM † (21 липня 1360 р. - ? помер)
- Уго де Флавіньї, OFM † (19 січня 1384 р. - ?)
- Джованні Баттіто † (згадується 1391 р.)
- Карло Джустиніані † (1 вересня 1395 р. - ?)
- Томмазо Паллавічіні † (6 лютого 1400 р. - ?)
- Леонардо Паллавічіні † (9 серпня 1409 р. - ? помер)
- Антоніо Паллавічіні † (31 липня 1450 р. - ? )
- Джероламо Камуліо † (31 грудня 1470 р. - ? помер)
- Паоло де Монелія, OP † (1 лютого 1499 р. - ? помер)
- Бенедетто Джустініані † (16 листопада 1502 - 1533 помер)
- Джованні Вігеріо де Ворагіне, OFMConv. † (14 січня 1534 р . - ? звільнився)
- Паоло де Фліско † (27 червня 1550 р. - ? помер)
- Тімотео Джустініані † (14 квітня 1564 — 5 квітня 1568 призначений єпископом Стронголі)
  - Вакантна посада (1568-1579)
- Бенедетто Гаретті, OFM † (30 січня 1579 - 1597 помер)
- Джероламо Джустініані, OP † (15 грудня 1599 - 1604 пішов у відставку)
- Марко Джустініані, OP † (31 травня 1604 р . - помер близько 1640 р.)
- Андреа Софіано † (10 березня 1642 р . - помер після 1668 р.)
- Леонардо Бальсаріні † (після 1668 — 19 грудня 1698 призначений архієпископом Коринфа)
- Томмазо Джустініані, CRM † (28 травня 1700 — 22 липня 1709 призначений єпископом Неббіо)
- Філіппо Бавестреллі † (помер 30 вересня 1720 - 6 квітня 1754)
- Джованні Баттіста Бавестреллі † (16 вересня 1754 — 31 серпня 1772 призначений апостольським вікарієм Константинополя)
- Джованні Антоніо Вурікла † (помер 12 липня 1773 — лютий 1785)
- П'єтро Кравері, OFM † (19 грудня 1785 - 7 квітня 1788 призначений єпископом Гальтеллі-Нуоро)
- Ніколо Тімоні † (помер 15 вересня 1788 — 18 листопада 1812) [3]
- Франческо Саверио Дракополі † (19 грудня 1814 — 1 серпня 1821 помер)
  - Вільне місце (1821-1829)
- Ігнаціо Джакомо Джустініані † (помер 10 травня 1829 — 10 березня 1875)
- Андреа Полікарпо Тімоні † (30 липня 1875 — 13 травня 1879 призначений архієпископом Смирни)
- Ігнаціо Ніколо Джустініані † (помер 13 травня 1879 — 26 жовтня 1884)
- Феделе Абаті, OFM † (23 січня 1885 - 27 квітня 1890 пішов у відставку[4])
- Діонісіо Ніколози † (6 червня 1890 - 25 січня 1916 помер)
- Ніколас Харікопулос (Harikoupoulos) † (3 січня 1917 - 1 липня 1939 помер)
  - Алессандро Гвідаті † ( 1939 — 22 лютого 1947 у відставці) (апостольський адміністратор)
  - Джованні Франческо Філіпуччі † (29 травня 1947 - 9 листопада 1959 помер) (апостольський адміністратор)
  - Рокко Делатолла † ( 1959-1961 ) (апостольський адміністратор)
  - Іоанніс Перріс † ( 1961 - 29 квітня 1993 у відставці) (апостольський адміністратор)
  - Ніколаос Принтезіс (29 квітня 1993 р . - 25 січня 2021 р. відкликано) (апостольський адміністратор)
  - Йосиф Принтезіс, з 25 січня 2021 року

## Статистика
У 2019 році з 210 тис. населення єпархія мала 500 охрещених, що відповідає 0,2% від загальної кількості.
| Рік  | Населення | Населення | Населення | Священики | Священики | Священики | Священики           | Диякони | Ченці    | Ченці | Парафії |
| Рік  | католики  | загалом   | %         | загалом   | секулярні | ченці     | вірних на священика | Диякони | чоловіки | жінки | Парафії |
| ---- | --------- | --------- | --------- | --------- | --------- | --------- | ------------------- | ------- | -------- | ----- | ------- |
| 1950 | 150       | 278.000   | 0,1       | 4         | 1         | 3         | 37                  |         | 4        | 10    | 3       |
| 1970 | 95        | 254.496   | 0,0       | 2         | 1         | 1         | 47                  |         | 1        | 10    | 2       |
| 1980 | 45        | 212.000   | 0,0       | 1         | 1         |           | 45                  |         |          | 5     | 3       |
| 1990 | 50        | 195.004   | 0,0       |           |           |           |                     |         |          |       | 3       |
| 1999 | 150       | 195.000   | 0,1       |           |           |           |                     |         |          |       | 3       |
| 2000 | 155       | 195.000   | 0,1       |           |           |           |                     |         |          |       | 3       |
| 2001 | 200       | 195.000   | 0,1       |           |           |           |                     |         |          |       | 6       |
| 2002 | 170       | 199.800   | 0,1       |           |           |           |                     |         |          |       | 3       |
| 2003 | 300       | 201.500   | 0,1       |           |           |           |                     |         |          |       | 3       |
| 2004 | 500       | 205.000   | 0,2       |           |           |           |                     |         |          |       | 3       |
| 2006 | 500       | 206.000   | 0,2       |           |           |           |                     |         |          |       | 3       |
| 2013 | 450       | 200.520   | 0,2       | 1         | 1         |           | 450                 |         |          |       | 3       |
| 2016 | 500       | 210.000   | 0,2       | ?         |           |           | ?                   |         |          |       | 3       |
| 2019 | 500       | 210.000   | 0,2       | ?         |           |           | ?                   |         |          |       | 3       |

## Інші проєкти
- Wikimedia Commons містить зображення чи інші файли Єпархія Хіоса

## Зовнішні посилання
- Папський щорічник 2020 року та раніше, в
- [{{{1}}} Єпархія Хіоса] // Catholic-Hierarchy.org. ed. David M. Cheney. 1996-2013. Revised: 16 March 2013.

</img>
- [chio1 Єпархія Хіоса] // Gcatholic.org.

- (гр.) Картка єпархії з сайту Греко-Католицької Церкви
- (англ.) Картка єпархії з сайту Греко-Католицької Церкви